# Novafroneta
Genre
Novafroneta est un genre d'araignées aranéomorphes de la famille des Linyphiidae.

## Distribution
Les espèces de ce genre sont endémiques de Nouvelle-Zélande.

## Liste des espèces
Selon World Spider Catalog (version 16.5, 5/11/2015) :
- Novafroneta annulipes Blest, 1979
- Novafroneta gladiatrix Blest, 1979
- Novafroneta nova Blest & Vink, 2003
- Novafroneta parmulata Blest, 1979
- Novafroneta truncata Blest & Vink, 2003
- Novafroneta vulgaris Blest, 1979

## Publication originale
- Blest, 1979 : The spiders of New Zealand. Part V. Linyphiidae-Mynoglenidae. Otago Museum Bulletin, vol. 5, p. 95-173.